# Ngongotaha
Ngongotaha – miasto w Nowej Zelandii, na Wyspie Północnej, w regionie Zatoka Obfitości.